# Любка дволиста (монета)
«Лю́бка дволи́ста» — пам'ятна монета номіналом дві гривні, випущена Національним банком України. Присвячена рідкісному виду європейських наземних орхідей в українській лісостеповій зоні, занесеному до Червоної книги України.
Монету було введено в обіг 26 липня 1999 року. Вона належить до серії «Флора і фауна».

## Опис монети та характеристики
| Номінал грн. | Метал      | Маса, грам | Діаметр, мм. | Якість виготовлення | Гурт     | Тираж, штук |
| ------------ | ---------- | ---------- | ------------ | ------------------- | -------- | ----------- |
| 2            | нейзильбер | 12,8       | 31,0         | звичайна            | рифлений | 50 000      |

### Аверс
На аверсі монети в обрамленні вінка, утвореного із зображень окремих видів флори і фауни, розміщено зображення малого Державного Герба України і написи в чотири рядки: «УКРАЇНА», «2», «ГРИВНІ», «1999»;

### Реверс

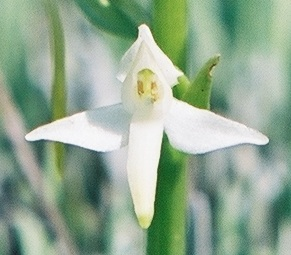
Квітка любки дволистої

На реверсі монети зображено збільшену квітку орхідеї, ліворуч від неї — стебло квітки з двома листками і суцвіттям, праворуч — кругові написи: «ЛЮБКА ДВОЛИСТА» і «PLATANTHERA BIFOLIA».

## Автори
- Художники: Дем'яненко Володимир, Козаченко Віталій, Харук Олександр, Харук Сергій.
- Скульптор — Дем'яненко Володимир.

## Вартість монети
Під час введення монети в обіг 1999 року, Національний банк України розповсюджував монету за її номінальною вартістю — 2 гривні.
Фактична приблизна вартість монети, з роками змінювалася так:
| Рік        | 2005 | 2006 | 2007 | 2008 | 2009 | 2010 | 2011 | 2012 | 2013 | 2014 | 2015 | 2016 | 2017 | 2018 | 2019 | 2020 | 2021 | 2022 | 2023 | 2024 | 2025 |
| ---------- | ---- | ---- | ---- | ---- | ---- | ---- | ---- | ---- | ---- | ---- | ---- | ---- | ---- | ---- | ---- | ---- | ---- | ---- | ---- | ---- | ---- |
| Ціна, грн. | 100  | 85   | 140  | 240  | 340  | 340  | 350  | 350  | 350  | 290  | 340  | 350  | 380  | 400  | 380  | 350  | 320  | 370  | 730  | 770  | 810  |